# Джош Морріссі
Джошуа Т. Морріссі (англ. Joshua T. Morrissey; 28 березня 1995, м. Калгарі, Канада) — канадський хокеїст, захисник. Виступає за «Келоуна Рокетс» у Західній хокейній лізі.
Вихованець хокейної школи «Елдергров МХА». Виступав за «Принс-Альберт Рейдерс» (ЗХЛ), «Сент-Джон АйсКепс» (АХЛ).
У складі молодіжної збірної Канади учасник чемпіонатів світу 2014 і 2015. У складі юніорської збірної Канади учасник чемпіонатів світу 2012 і 2013.
Досягнення
- Переможець молодіжного чемпіонату світу (2015)
- Переможець юніорського чемпіонату світу (2013), бронзовий призер (2012)
- Переможець Меморіалу Івана Глінки (2012)